# Гражданская война в Римской империи (68—69)
Гражда́нская война́ в Ри́мской импе́рии 68—69 годо́в, также известная как Год четырёх импера́торов (лат. annus quattuor imperatorum), — период в истории Римской империи (68—69 годы), в течение которого на престоле сменилось четыре правителя: Гальба, Отон, Вителлий и Веспасиан.

## Конец правления Нерона

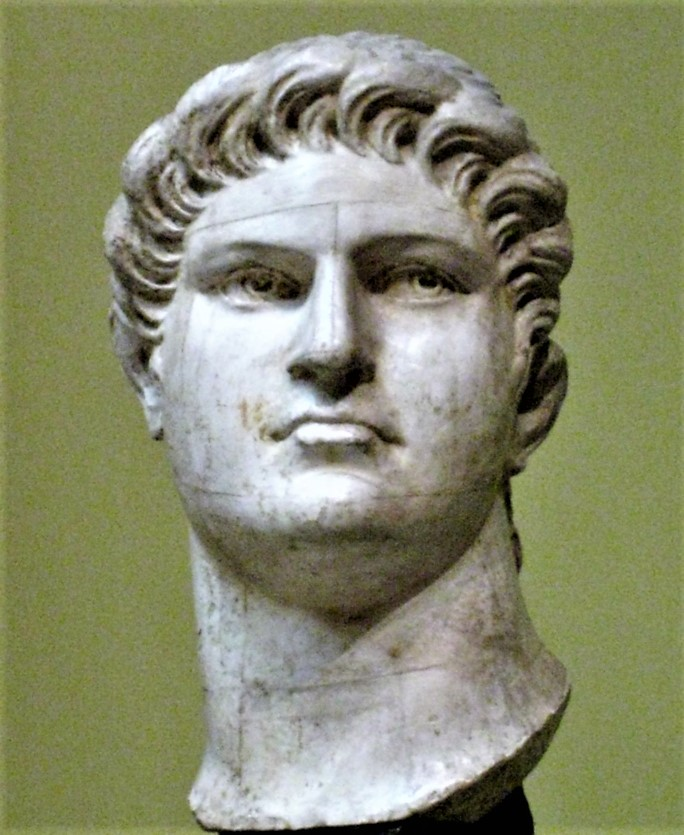
Нерон

В марте 68 года наместник Лугдунской Галлии Гай Юлий Виндекс поднял свои легионы против императора Нерона. Подавить восстание было поручено наместнику Верхней Германии Луцию Вергинию Руфу. Понимая, что самостоятельно не справится с войсками Руфа, Виндекс призвал на помощь популярного в войсках наместника Тарраконской Испании Сервия Сульпиция Гальбу и предложил ему объявить себя императором. Поначалу пребывая в нерешительности, Гальба, в конце концов, поддержал восстание. Легионы, находящиеся в Испании и Галлии, провозгласили его императором, и он двинулся на соединение с Виндексом.
В мае 68 года войска Руфа, расположившиеся лагерем при Везонтий, самовольно напали на легионы Виндекса и разбили их. Остатки мятежных легионов бежали и присоединились к Гальбе. Войска Вергиния Руфа провозгласили своего командира императором, но Руф пропустил армию Гальбы, направлявшуюся к Риму, объявив, что вверяет себя и свои легионы в руки сената.
Гай Нимфидий Сабин, префект претория, решил поддержать Гальбу, пообещав от его имени преторианцам донативы. Таким образом, Нерон лишился всякой защиты и был вынужден бежать из Рима. Он направился на виллу одного из своих вольноотпущенников, где и покончил с собой 9 июня.

## Правление Гальбы

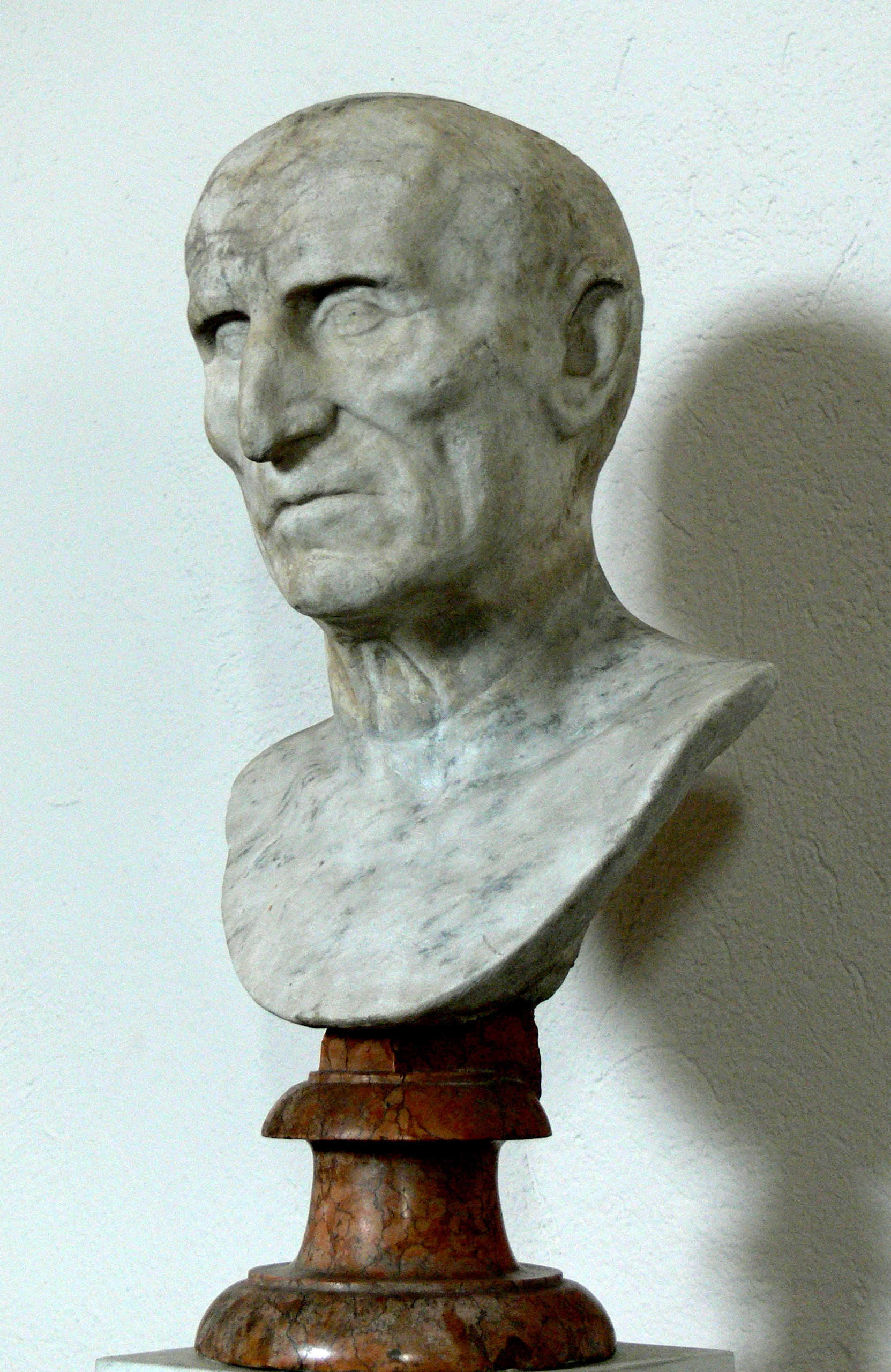
Гальба

Вступление Гальбы в Рим было ознаменовано резнёй — он приказал своим войскам атаковать набранный Нероном легион из моряков, вышедший навстречу новому императору просить для себя права римского гражданства.
Вскоре после вступления в столицу, Гальба навлёк на себя немилость римлян тем, что для пополнения государственного бюджета приказал разыскать и взыскать щедрые дары Нерона, розданных им в последние годы. Солдаты и преторианцы также были недовольны императором, узнав, что не получат денег, ранее обещанных им Сабином от имени Гальбы за лояльность новому властителю. Первым открытую враждебность в январе 69 года проявили легионы Нижней Германии, объявившие императором своего наместника Вителлия.
Узнав об этом, Гальба решил назначить себе преемника. Им стал Луций Кальпурний Пизон. Преторианская гвардия, ожидавшая наград за переход на сторону Гальбы, снова осталась ни с чем и была на грани мятежа. На этом сыграл Марк Сальвий Отон, желавший быть усыновлённым вместо Пизона. Он организовал заговор против Гальбы, который 15 января 69 года был убит преторианцами на форуме. Его насаженную на кол голову несколько дней носили по улицам города. В этот же день погиб и Пизон. Отон был провозглашён сенатом принцепсом.

## Правление Отона

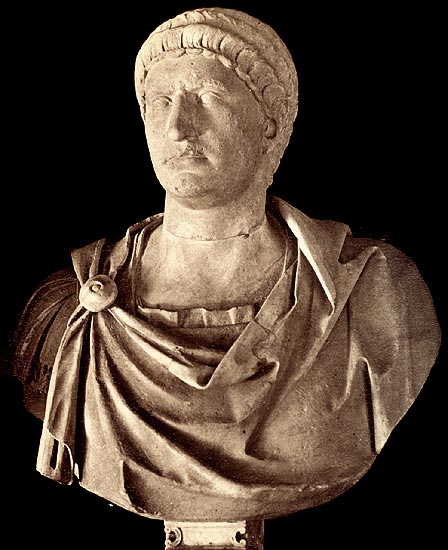
Отон

Новому императору предстояла борьба с Вителлием, который имел под рукой более боеспособную армию: он опирался прежде всего на закалённые в битвах верхнегерманские легионы, в то время как Отон собрал части, расквартированные в Риме и Италии — солдаты, служившие здесь, были развращены праздностью, частыми подачками и заискиванием командиров. Но на подходе были четыре иллирийских легиона, а также на его стороне был флот, что позволяло бесперебойно подвозить припасы и продовольствие. В войне, которая развернулась в Северной Италии, полководцы Отона победили в трёх первых незначительных сражениях, но 14 апреля 69 года в первой битве при Бедриаке (недалеко от Кремоны) потерпели поражение. Узнав об этом, Отон покончил жизнь самоубийством.

## Правление Вителлия

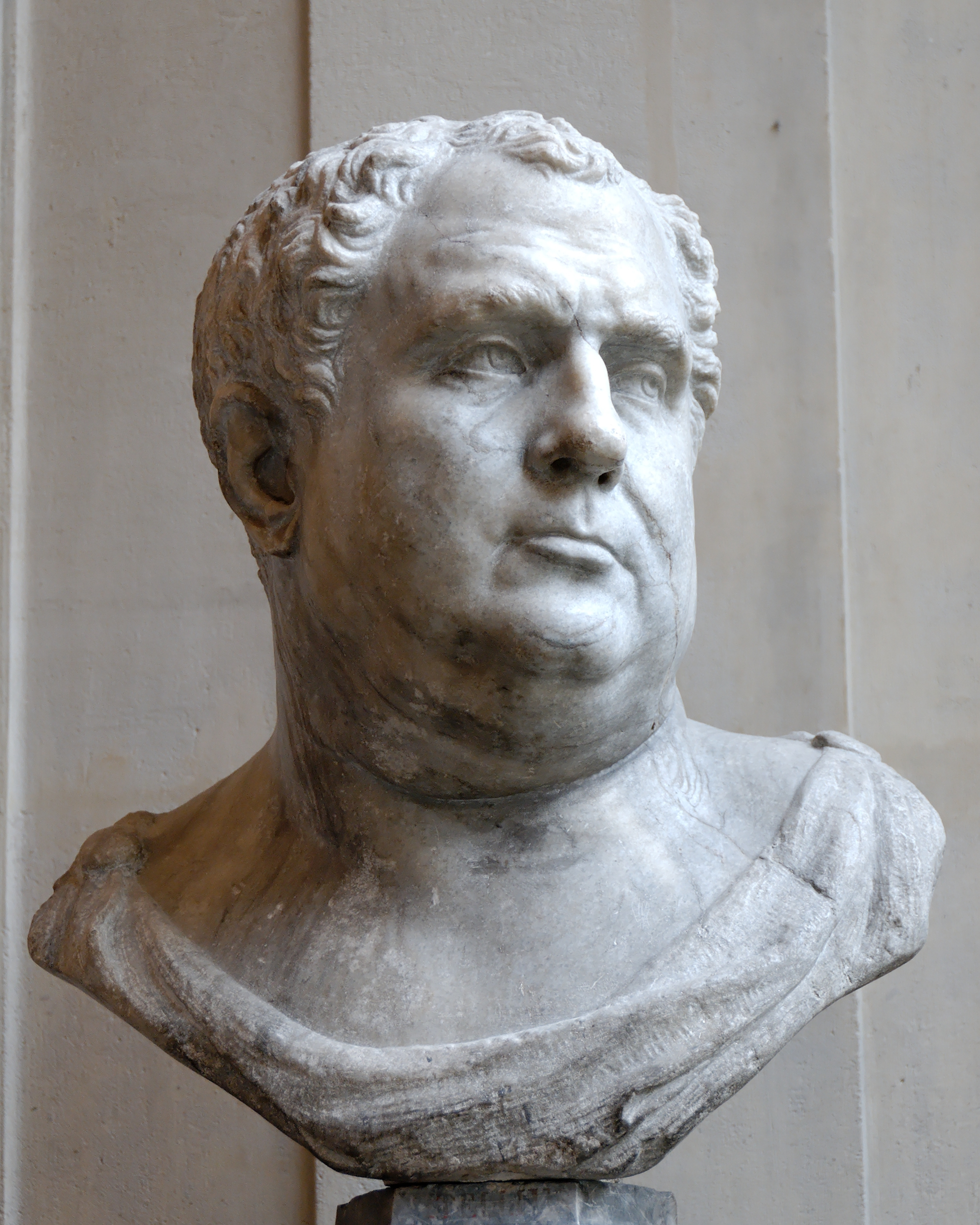
Вителлий

Сенат признал Вителлия императором 19 апреля 69 года. Став принцепсом, Вителлий предался расточительным пирам и празднествам, а солдаты, верные ему, занимались грабежом и убийствами. Таким образом, он смог восстановить против себя население Рима. И когда в июле 69 года восточные и дунайские легионы присягнули Веспасиану, наместнику провинции Иудея, это сильно пошатнуло положение Вителлия. Сторонник Веспасиана Марк Антоний Прим с легионами Мёзии и Реции, вторгся в Италию и во втором сражении при Бедриаке одержал победу над войсками вителлианцев, после чего двинулся на Рим, во время штурма которого 20 декабря 69 года Вителлий был проведён солдатами по via Sacra и, в конце концов, убит и сброшен в Тибр.

## Приход к власти Веспасиана
После убийства Вителлия императором был признан Тит Флавий Веспасиан, основавший новую династию Флавиев, правившую до 96 года н. э.

## Хронология событий

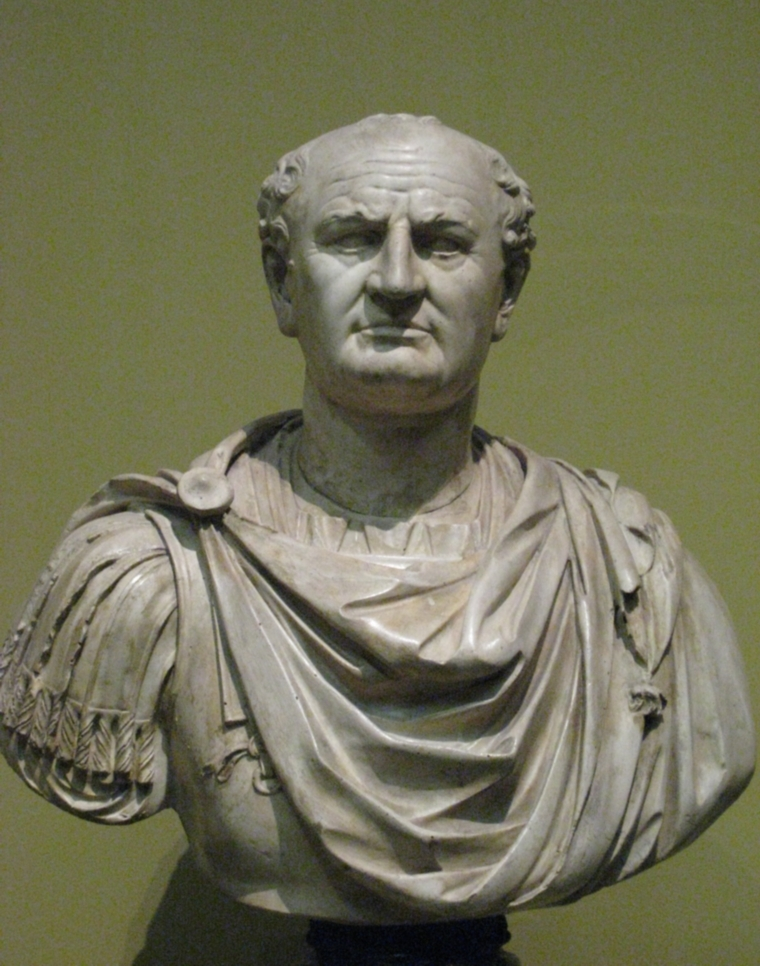
Веспасиан

### 68
- Март — наместник Лугдунской Галлии Гай Юлий Виндекс поднимает восстание.
- Май — войска Виндекса разбиты Вергинием Руфом.
- 9 июня — самоубийство Нерона. Провозглашение Гальбы императором.

### 69
- 1 января — восстание германских легионов под руководством Вителлия.
- 15 января — убийство Гальбы и Пизона. Императором становится Отон.
- 14 апреля — поражение войск Отона при Бедриаке. Самоубийство Отона.
- 19 апреля — Сенат признаёт Вителлия императором.
- Июнь — восточные легионы признают Веспасиана императором.
- Октябрь — поражение войск Вителлия во второй битве при Бертиаке. Бегство Вителлия в Рим.
- 20 декабря — войска Веспасиана под руководством Антония Прима вступают в Рим. Убийство Вителлия.
- 21 декабря — сенат признаёт Веспасиана императором.

## Исторические источники
- Гай Светоний Транквилл. Жизнь двенадцати цезарей
- Плутарх. Сравнительные жизнеописания (Гальба, Отон)
- Корнелий Тацит. История
- Дион Кассий. Римская история
- Павел Диакон. Римская история
- Lex de imperio Vespasiani
- Секст Аврелий Виктор. О Цезарях
- Флавий Евтропий. Бревиарий от основания Города
- Иосиф Флавий. Иудейская война